# Ilha Otter (Alasca)
Ilha Otter é uma pequena ilha localizada a sudoeste da ilha de São Paulo, Alasca no mar de Bering. Faz parte das ilhas Pribilof. Sua área é de 0,6686 km² e não há nenhuma população residente. O ponto mais alto da ilha se localiza a 285m de altura acima do nível do mar.